# Cliffortia cruciata
Cliffortia cruciata är en rosväxtart som beskrevs av C.Whitehouse. Cliffortia cruciata ingår i släktet Cliffortia och familjen rosväxter. Inga underarter finns listade i Catalogue of Life.